# Ormyrus keralensis
Ormyrus keralensis is een vliesvleugelig insect uit de familie Ormyridae. De wetenschappelijke naam is voor het eerst geldig gepubliceerd in 1990 door Narendran & Abdurahiman.